# Luverne (Minnesota)
Luverne è un comune degli Stati Uniti d'America, capoluogo della Contea di Rock, nello Stato del Minnesota.
Nel 2007 è stata una delle città protagoniste del documentario The War di Ken Burns, che racconta la seconda guerra mondiale vista dagli Stati Uniti, in particolare da quattro città "tipicamente americane".
È attraversata dall'autostrada Interstate 90 e dalla strada U.S. Route 75 ed è sede di un aeroporto municipale, il Quentin Aanenson Field; i suoi confini meridionali e occidentali combaciano con quelli statali dell'Iowa e del South Dakota. Dista circa 50 chilometri da Sioux Falls.